# Línea de ferrocarril Yuxinou
La línea de ferrocarril Yuxin'ou (渝新欧) es una ruta ferroviaria de carga que une la ciudad china de Chongqing con Duisburgo, Alemania. Pasa a Kazajistán mediante la Puerta de Zungaria, y circula a través de Rusia, Bielorrusia y Polonia antes de llegar a Duisburgo. Este ferrocarril es parte de una red ferroviaria que favorece la conexión entre China y Europa.
La línea es operada por Trans Eurasia Logistics, una empresa conjunta entre Deutsche Bahn y Ferrocarriles de Rusia.

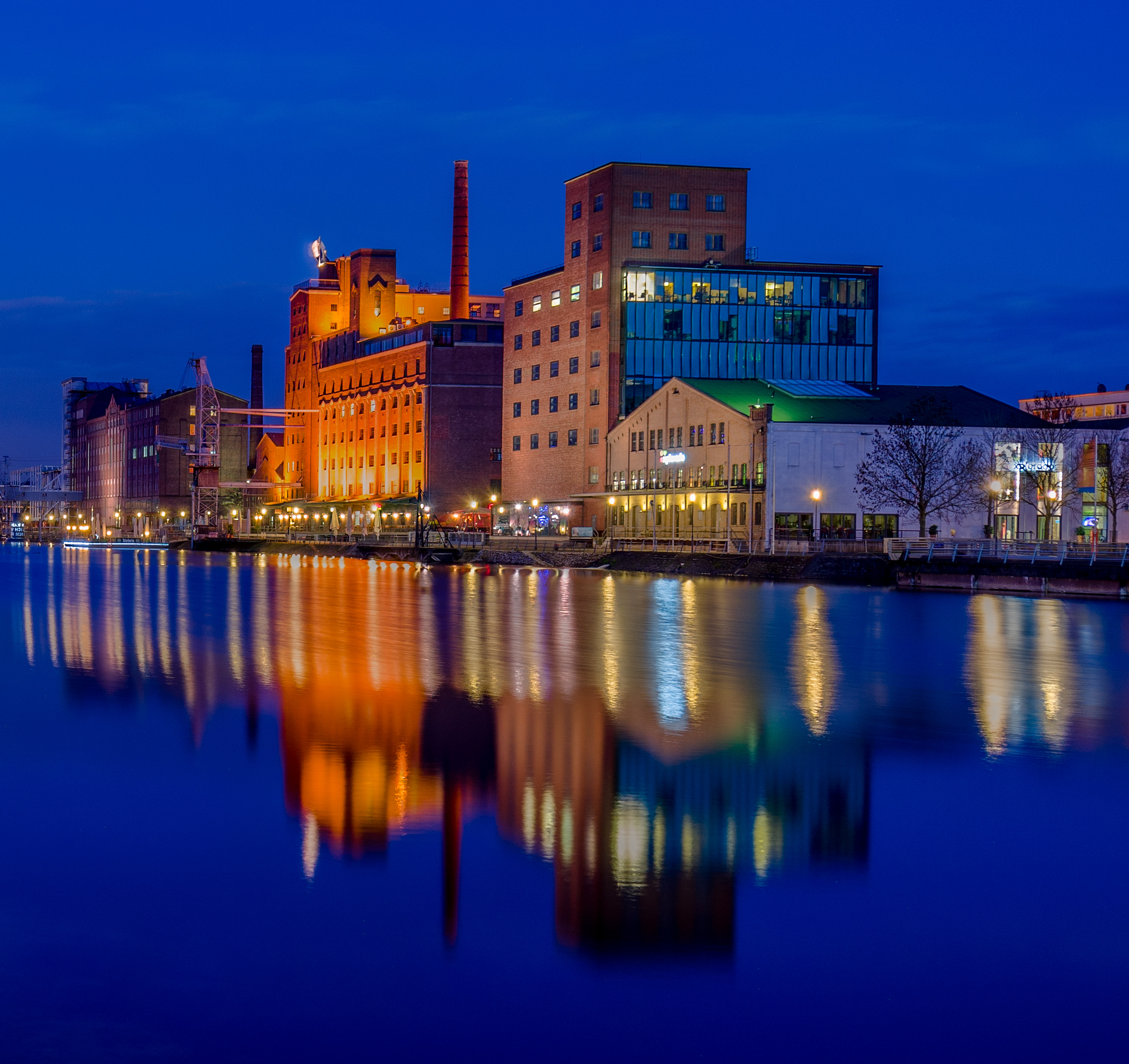
Vista nocturna del puerto interior de Duisburgo.

## Entorno económico y comercial
China y Alemania se ubican en los dos extremos del denominado cinturón económico de la Ruta de la Seda y de las infraestructuras comerciales a lo largo de la ruta que conecta Europa con Asia Oriental a través de Asia Central. Ambos países funcionan como motores de crecimiento económico en Asia y Europa.
El transporte ferroviario es cada vez más importante para el comercio entre Europa y China. Según el Ministerio de Comercio de China, el comercio del país asiático con los países a lo largo del cinturón económico superó los 549 500 millones de dólares en 2012, representando el 14,2 % del comercio exterior chino ese año. Así mismo, la Comisión Europea ha sostenido que, a partir de marzo de 2014, la Unión Europea es el mayor socio comercial de China.
Para el año 2020 el comercio de Alemania con China podría superar el que tiene el país europeo con los Países Bajos y Francia, que en 2014 son sus dos principales socios comerciales. Con la puesta en funcionamiento de trenes regulares en esta línea de ferrocarril, 114 convoyes intercambiaron una amplia gama de productos entre los dos países en 2014.
Duisburgo es, por su parte, el mayor puerto interior del mundo así como un centro de transporte y logística continental.

## Clientes y uso
La mayoría de las mercancías transportadas a través de esta ruta provienen de empresas multinacionales de tecnología de la información que tienen parte de su producción en Chongqing. Una de ellas es el gigante tecnológico Foxconn que suministra a Hewlett-Packard, Acer y Apple Inc entre otros.
Desde 2010, firmas como AT&S, el mayor productor europeo de placas de circuitos impresos, han construido fábricas en la Nueva Área de Liangjiang de Chongqing.

## Estadísticas operacionales
Los convoyes tardan entre 13 y 16 días en recorrer el trayecto de 11 179 kilómetros entre Chongqing y Duisburgo. En comparación, el tiempo de transporte en barco entre ambos lugares es de 36 días, siendo por este medio menos seguro y más costoso, según declaraciones de las autoridades de Chongqing.
Entre enero y noviembre de 2012, un total de 40 trenes de mercancías utilizaron la línea Yuxinou, transportando 1.747 contenedores con 21 000 toneladas de carga, por un valor de 1,15 mil millones de dólares. La carga incluyó 3 062 000 computadoras portátiles y 564 000 pantallas de cristal líquido.